# Ribarići
 Ribarići  falu Horvátországban, Károlyváros megyében. Közigazgatásilag Ogulinhoz tartozik.

## Fekvése
Károlyvárostól 41 km-re délnyugatra, községközpontjától 6 km-re délre, a Zagorska Mrežnica és a Sabljaki-tó jobb partján fekszik.

## Története
A falunak 1857-ben 134, 1910-ben 156 lakosa volt. Trianonig Modrus-Fiume vármegye Ogulini járásához tartozott.  2011-ben 332 lakosa volt.

## Lakosság
| Lakosság változása | Lakosság változása | Lakosság változása | Lakosság változása | Lakosság változása | Lakosság változása | Lakosság változása | Lakosság változása | Lakosság változása | Lakosság változása | Lakosság változása | Lakosság változása | Lakosság változása | Lakosság változása | Lakosság változása | Lakosság változása |
| ------------------ | ------------------ | ------------------ | ------------------ | ------------------ | ------------------ | ------------------ | ------------------ | ------------------ | ------------------ | ------------------ | ------------------ | ------------------ | ------------------ | ------------------ | ------------------ |
| 1857               | 1869               | 1880               | 1890               | 1900               | 1910               | 1921               | 1931               | 1948               | 1953               | 1961               | 1971               | 1981               | 1991               | 2001               | 2011               |
| 134                | 0                  | 0                  | 131                | 132                | 156                | 122                | 162                | 206                | 203                | 207                | 146                | 0                  | 0                  | 312                | 332                |

## Nevezetességei
Kis Sveta Nedelja kápolnája a tó partján áll.